# No (Lied)
NO ist ein Popsong der US-amerikanischen Sängerin Meghan Trainor, der am 4. März 2016 veröffentlicht wurde. Er ist die erste Single aus ihrem zweiten Studioalbum Thank You, das am 13. Mai 2016 weltweit erschienen ist. Der Titel wurde von Meghan Trainor, Eric Frederic und Jacob Kasher Hindlin geschrieben.

## Hintergrund
Der Song wurde von Ricky Reed produziert, der viele der Tracks von Thank You produziert hat. Trainor selbst beschreibt den Titel als keinen normalen „Meghan-Trainor-Song“, sondern als etwas Neues. Der Stil geht in die Richtung R&B.
Der Text handelt davon, als Mädchen auch „Nein“ sagen zu können, wenn man im Club beim Tanzen angeflirtet wird.

## Musikvideo
In einem Interview mit dem Magazin Time sagte Trainor, dass die Dreharbeiten für das Musikvideo am 4. März 2016 stattgefunden haben. Das Video wurde dann am 21. März 2016 auf Vevo veröffentlicht. Am 4. Mai 2016 hatte es bereits 170 Millionen Aufrufe.
Es ist düsterer als die bisherigen Videos von ihr. Joe Lynch von Billboard findet, dass sie den alten 2000er Style von Britney und den 90er-Stil von Madonna mit dem Video gut getroffen habe. Zudem bezeichnete er Trainors Look als „viel mehr sexy, als man bei ihr bisher gewohnt war“.

## Auftritte
Trainor sang No zum ersten Mal live bei den dritten iHeartRadio Music Awards am 3. April 2016. Sie sang den Song außerdem bei der The Graham Norton Show am 8. April, beim Finale von The Voice UK am 9. April, bei der The Ellen DeGeneres Show am 20. April sowie bei den Billboard Music Awards.

## Chartplatzierungen
| ChartsChartplatzierungen       | Höchstplatzierung | Wochen |
| ------------------------------ | ----------------- | ------ |
| Deutschland (GfK)              | 12 (18 Wo.)       | 18     |
| Österreich (Ö3)                | 7 (16 Wo.)        | 16     |
| Schweiz (IFPI)                 | 28 (13 Wo.)       | 13     |
| Vereinigte Staaten (Billboard) | 3 (20 Wo.)        | 20     |
| Vereinigtes Königreich (OCC)   | 11 (16 Wo.)       | 16     |

| ChartsJahrescharts (2016)      | Platzierung |
| ------------------------------ | ----------- |
| Deutschland (GfK)              | 92          |
| Vereinigte Staaten (Billboard) | 45          |
| Vereinigtes Königreich (OCC)   | 89          |

## Auszeichnungen und Verkäufe
| Land/Region                  | Auszeichnungen für Musikverkäufe (Land/Region, Auszeichnung, Verkäufe) | Verkäufe  |
| ---------------------------- | ---------------------------------------------------------------------- | --------- |
| Australien (ARIA)            | 4× Platin                                                              | 280.000   |
| Belgien (BRMA)               | Gold                                                                   | 15.000    |
| Brasilien (PMB)              | Diamant                                                                | 160.000   |
| Dänemark (IFPI)              | Gold                                                                   | 45.000    |
| Deutschland (BVMI)           | Gold                                                                   | 200.000   |
| Frankreich (SNEP)            | Gold                                                                   | 100.000   |
| Italien (FIMI)               | Gold                                                                   | 25.000    |
| Kanada (MC)                  | 3× Platin                                                              | 240.000   |
| Mexiko (AMPROFON)            | 3× Gold                                                                | 90.000    |
| Neuseeland (RMNZ)            | Gold                                                                   | 7.500     |
| Polen (ZPAV)                 | 2× Platin                                                              | 40.000    |
| Schweden (IFPI)              | Platin                                                                 | 80.000    |
| Spanien (Promusicae)         | Platin                                                                 | 40.000    |
| Vereinigte Staaten (RIAA)    | 2× Platin                                                              | 2.000.000 |
| Vereinigtes Königreich (BPI) | Platin                                                                 | 600.000   |
| Insgesamt                    | 7× Gold · 15× Platin · 1× Diamant ·                                    | 4.012.500 |

Hauptartikel: Meghan Trainor/Auszeichnungen für Musikverkäufe

## Veröffentlichungen
| Land               | Datum        | Format                    | Label | Einzelnachweise |
| ------------------ | ------------ | ------------------------- | ----- | --------------- |
| Weltweit           | 4. März 2016 | Download                  | Epic  | [ 16 ]          |
| Vereinigte Staaten | 4. März 2016 | Download                  | Epic  | [ 17 ]          |
| Vereinigte Staaten | 7. März 2016 | Modern Adult Contemporary | Epic  | [ 18 ]          |
| Vereinigte Staaten | 8. März 2015 | Contemporary Hit Radio    | Epic  | [ 19 ]          |